# Läntinen Rantakatu
Läntinen Rantakatu (finnois : rue de la berge de l'ouest) est une rue de Turku en Finlande.

## Présentation
La rue Läntinen Rantakatu longe le fleuve Aurajoki.
Elle part de , Linnankatu, devant Vähätori et se termine au Forum Marinum au port de Turku.
Le tronçon de Läntinen Rantakatu compris entre Aurakatu Koulukatu est une rue piétonne, et le tronçon entre Puistokatu et Föri (fi) est une zone résidentielle.
La rue Läntinen Rantakatu est classée parmi les sites culturels construits d'intérêt national en Finlande.

## Bâtiments et parcs de la rue
| N°     | Bâtiment                             | Architecte                                                    | Image | R.     |
| 3      | Hôtel du Nord (fi)                   | Pehr Johan Gylich                                             |       | [ 2 ]  |
| 5      | Trappin talo                         | Charles Bassi Pekka Pitkänen                                  |       | [ 3 ]  |
| 7      | Ancienne sucrerie de Turku           | Christian Friedrich Schröder Carl Ludvig Engel                |       |        |
| 9      | Maison Julin                         | Carl Ludvig Engel Pehr Johan Gylich                           |       |        |
| 11     | Hôtel de ville                       | Charles Bassi Frans Anatolius Sjöström Georg Theodor Chiewitz |       |        |
| 13     | Maison Qwensel                       |                                                               |       |        |
| 14     | Théâtre municipal de Turku           |                                                               |       |        |
| 15     | Maison en bois                       | Arthur Kajanus                                                |       | [ 3 ]  |
| 17     | Chancellerie de Turku                | Knut Wasastjerna Gustaf Adolf Lindberg                        |       |        |
| 19     | As Oy Wilenia                        | Pekka Pitkänen                                                |       | [ 4 ]  |
| 21     | Immeuble                             | Erik Bryggman                                                 |       | [ 5 ]  |
| 23     | Théâtre étudiant de Turku            |                                                               |       |        |
| 27     | Trois bâtiments                      | Frithiof Strandell                                            |       | [ 7 ]  |
| 29–31  | Marina Palace                        | Jaakko Rantanen Unto Rantanen                                 |       | [ 8 ]  |
| 33     | As Oy Auranranta                     | Pekka Pitkänen                                                |       | [ 8 ]  |
| 35     | As Oy Borenranta                     | Bertel Jung Valter Jung                                       |       |        |
|        | Pont Myllysilta                      | Sami Niemelä Jyrki Tasa Teemu Tuomi                           |       | [ 9 ]  |
| 37     | Port de l'archipel de Turku          |                                                               |       |        |
|        | Barkerinpuisto                       |                                                               |       |        |
| 53     | Ancienne brasserie d'Aura            | Alwin Jacobi                                                  |       | [ 10 ] |
| 55     | Restaurant Rantakerttu               |                                                               |       | [ 10 ] |
| 57     | Ancienne tuilerie                    |                                                               |       | [ 10 ] |
| 59, 61 | Immeubles ”Rosita” et ”Carolina”     | Stenman–Suominen                                              |       |        |
|        | Varvintori                           |                                                               |       |        |
| 65-67  | Immeubles ”Hercules” et ”Constantin” | Schauman Arkkitehdit                                          |       |        |
| 69     | Immeuble ”Ophelia”                   | Benito Casagrande & Haroma                                    |       |        |
|        | Suomen Joutsen                       |                                                               |       |        |
|        | Forum Marinum                        |                                                               |       |        |

## Galerie

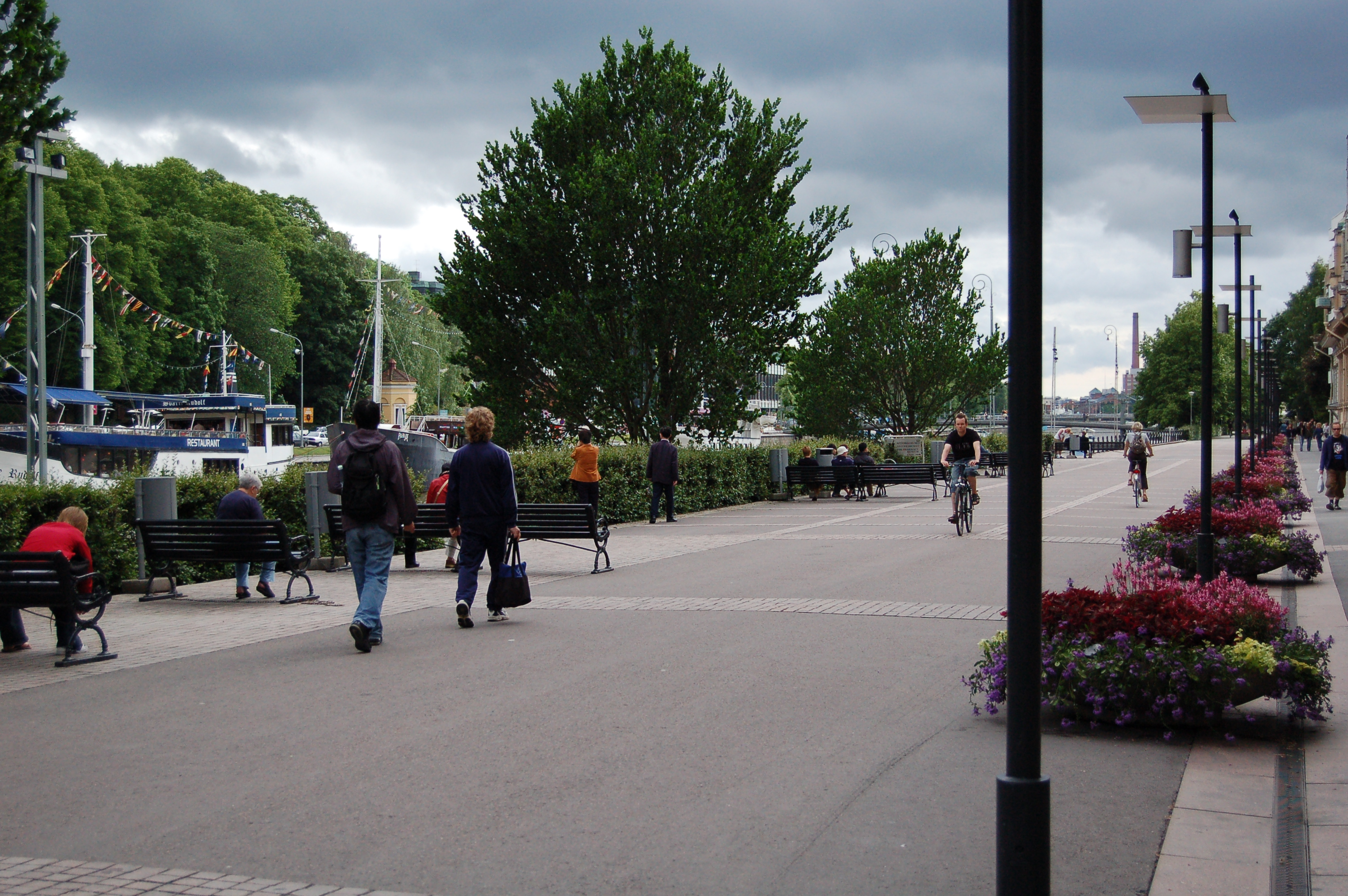
Läntinen rantakatu est en grande partie piétonne.
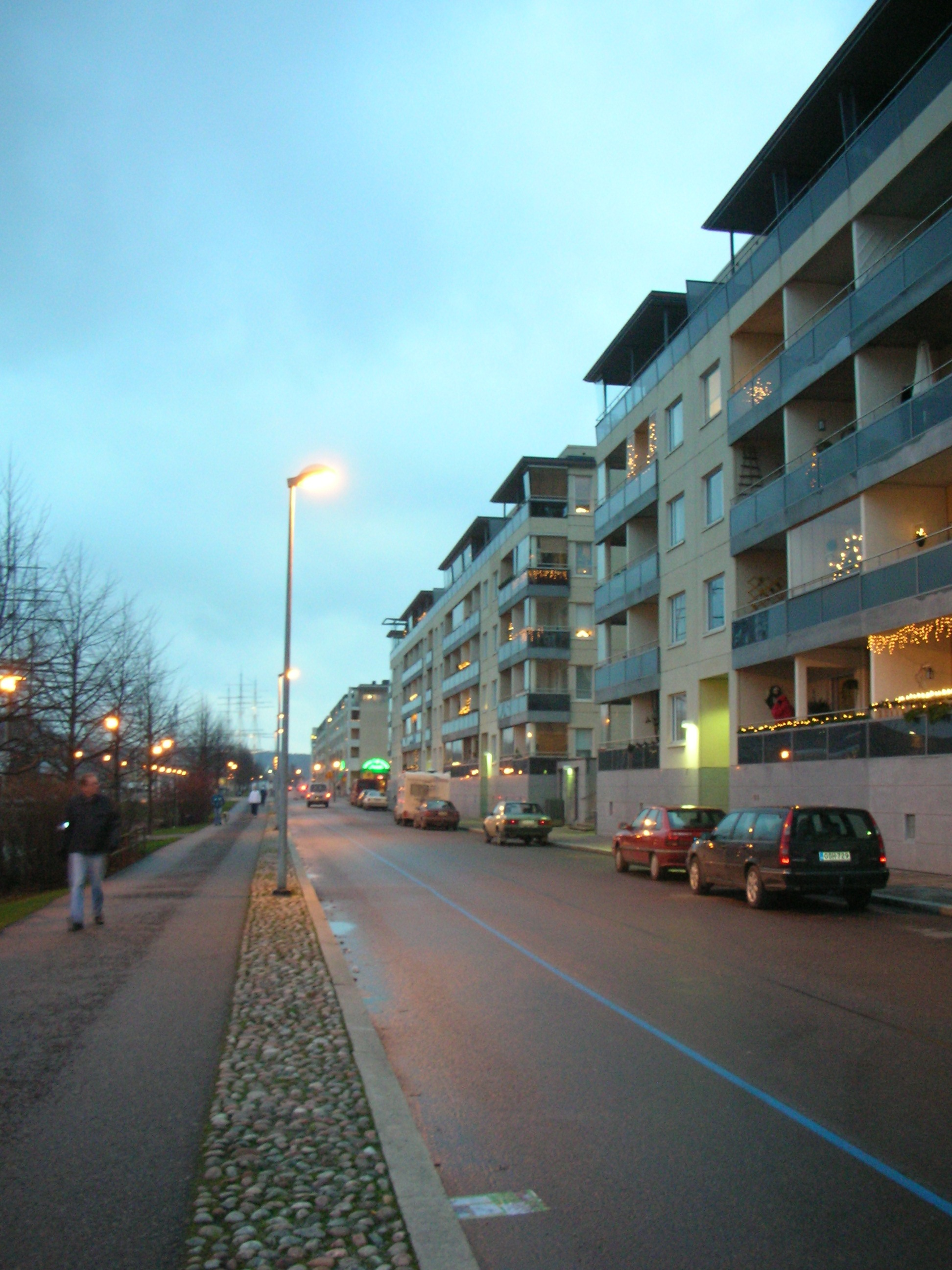
Läntinen rantakatu.
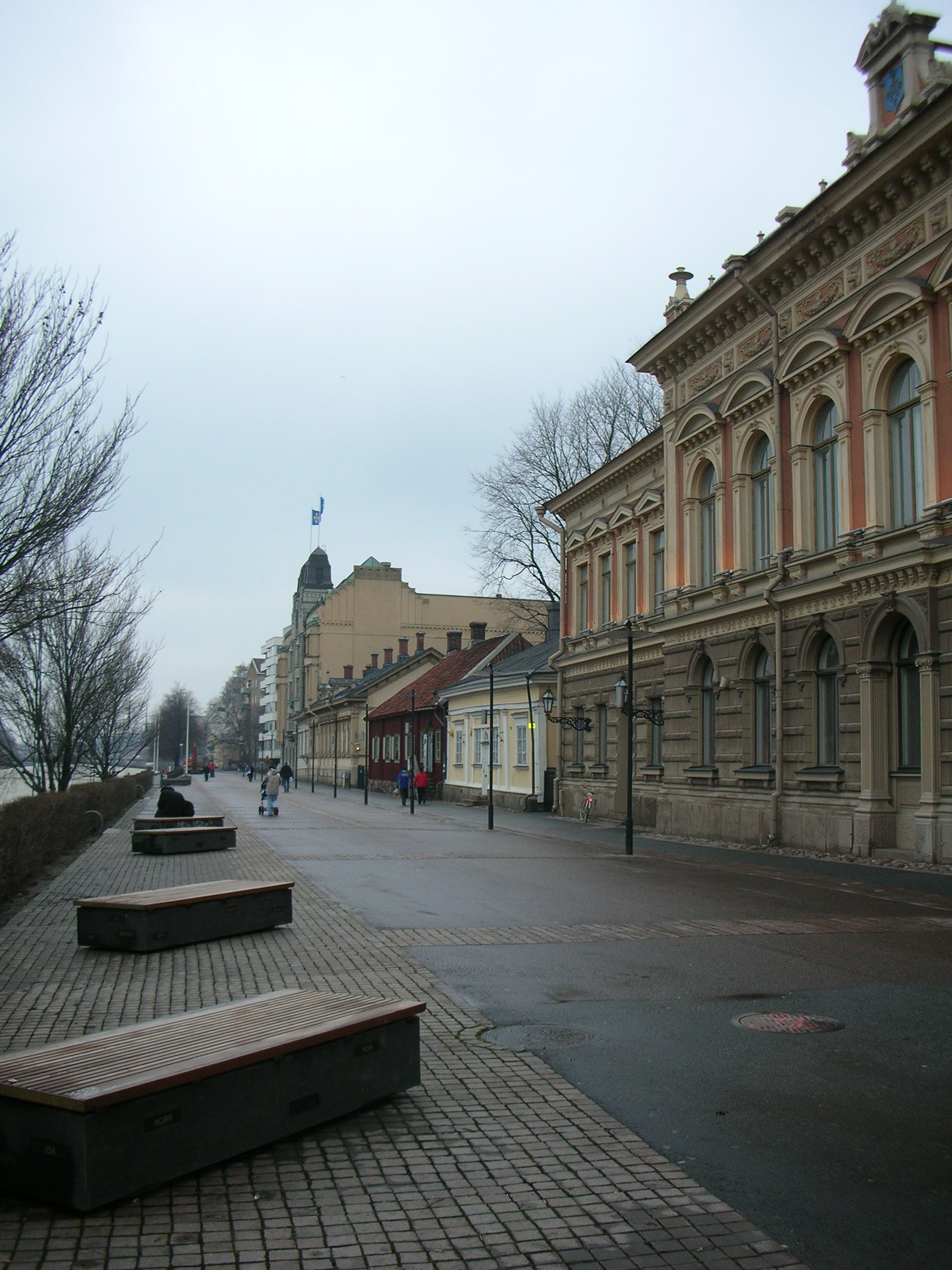
Läntinen rantakatu.